# J.J. Dahlkild
Jørgen Jensen Dahlkild (1839 i Svanninge – 1880) var en dansk gårdejer og politiker.
Han hørte til det første hold elever på Fyns teoretiske landvæsensinstitut i Odense. Selv om han var den yngste af samtlige elever fik han ved afgangseksamen tildelt 1. karakter med udmærkelse. Egentlig var det faderens bestemmelse, at han skulle læse videre, men faderen døde ret pludselig i 1852, hvorfor sønnen måtte hjem til Svanninge og bestyre gården for moderen. Det ses tydeligt, at J.J. Dahlkild har haft stor lyst til at virke, for i 1858 købte han kun 19 år gammel ca. 80 tdr. land fra Svanninge Præstegård og lagde dette jordareal sammen med de ca 30 tdr. land overdrevsjord fra den gamle gård i Svanninge. Sammen med sin broder drev han tillige præstegårdsjorden.
Det var den slægt, der opførte Dahlkildegård, som Dahlkild selv tegnede. I Svendborg Amts Landøkonomiske Selskab var han en meget benyttet foredragsholder, som med kyndighed behandlede landøkonomi, og han blev tillige stærkt brugt som en erfaren prokurator i private sager, idet han i salgsspørgsmål og jura indhøstede megen viden. Han var i en årrække medlem af sognerådet og var forkæmper for skyttesagen.
Ved folketingsvalget 14. november 1873 blev Dahlkild valgt som Faaborgkredsens repræsentant og fik dermed midlertidigt erobret mandatet fra Michael Pedersen. Dahlkild sad indtil 1876, hvor Petersen generobrede mandatet. Modsat Pedersen, der var tilhænger af Christen Berg og dennes visnepolitik, hørte Dahlkild til den mere moderate fløj af Venstre, og han har ifølge hele sit temperament foretrukket reformer i det politiske arbejde – selv om reformerne skulle opnås i samarbejde med regeringerne.
J.J. Dahlkild døde i en ung alder, idet han i 1880 efter en køretur i regnvejr til Faaborg pådrog sig en lungebetændelse, som tog livet af ham.